# جیووانی تدسکو
جیووانی تدسکو (انگلیسی: Giovanni Tedesco؛ زادهٔ ۱۳ مهٔ ۱۹۷۲) بازیکن فوتبال اهل ایتالیا است.
از باشگاه‌هایی که در آن بازی کرده‌است می‌توان به باشگاه فوتبال رجینا، باشگاه فوتبال پروجا، باشگاه فوتبال فیورنتینا، باشگاه فوتبال فوجا، باشگاه فوتبال سالرنیتانا، باشگاه فوتبال جنوآ، و باشگاه فوتبال پالرمو اشاره کرد.